# Samatzai
Samatzai (sardinski: Samatzài) je grad i općina (comune) u pokrajini Južnoj Sardiniji u regiji Sardiniji, Italija. Nalazi se na nadmorskoj visini od 174 metra i ima 1 680 stanovnika.
 Prostire se na 31,16 km². Gustoća naseljenosti je 54 st/km².
Susjedne općine su: Barrali, Donori, Guasila, Nuraminis, Pimentel, Serrenti i Ussana.